# Markus Welser
Pour les articles homonymes, voir Welser.
Markus Welser ou Marx Welser en allemand, ou encore Marcus Velserus en latin (20 juin 1558 à Augsbourg - 23 juin 1614 à Augsbourg) est un humaniste, historien et éditeur allemand. Il a aussi été bourgmestre d'Augsbourg. Il a été le promoteur de la découverte des taches solaires par Scheiner.

## Biographie
Markus Welser naît le 20 juin 1558 à Augsbourg d’une famille très ancienne. Quelques auteurs la font remonter jusqu’à Bélisaire ; mais il serait difficile d’établir cette généalogie sur des preuves incontestables. Les ancêtres de Welser avaient acquis de grandes richesses par le commerce. L’un d’eux (Bartholomé Welser), s’étant rendu maître de la province de Venezuela, obtint de l’empereur Charles Quint d’en conserver la propriété, moyennant une redevance annuelle, et la transmit à ses descendants qui la gardèrent jusqu’en 1555, époque où ils en furent dépossédés par la reine Elisabeth, femme de Philippe II : aussi leur fortune égalait-elle celle des Fugger. Marc montra dès son enfance les plus heureuses dispositions pour les lettres. Envoyé fort jeune à Rome pour suivre les leçons du fameux Marc Antoine Muret, il fit, sous cet habile maître, de rapides progrès dans les langues grecque et latine. A cette étude il joignit celle des antiquités, et se rendit tellement habile dans la langue italienne, que de l’aveu même des auteurs toscans il égalait les meilleurs leurs écrivains. De retour dans sa patrie, il embrassa la profession d’avocat, et se signala quelque temps au barreau. Admis en 1592 au nombre des sénateurs, il passa successivement par toutes les charges, et fut enfin élu préteur, puis consul ou duumvir du comptoir de commerce allemand à Venise en 1600.

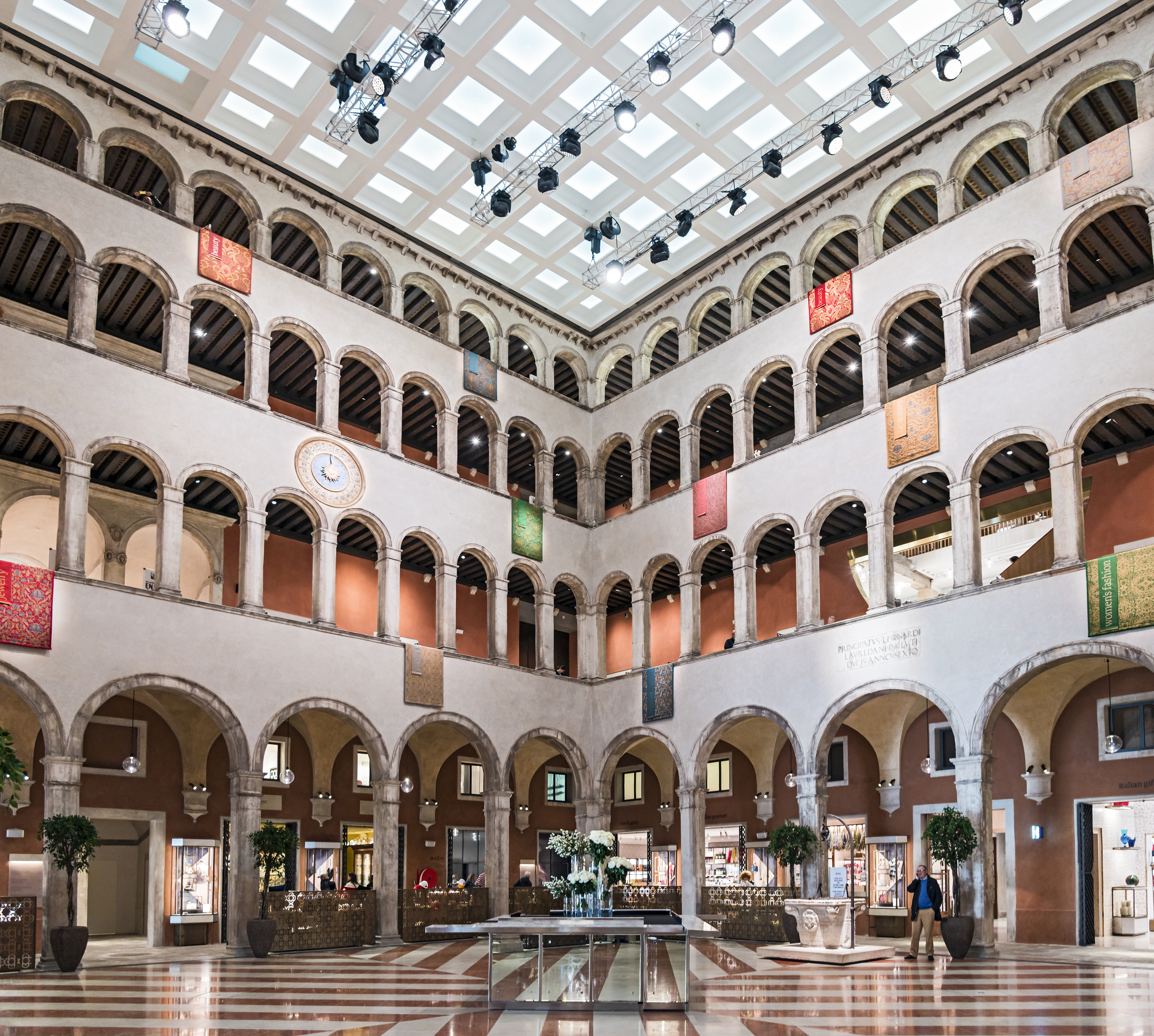
Le Comptoir des Allemands à Venise, où officiait Welser.

Les soins qu’il était obligé de donner aux affaires publiques ne ralentirent point son ardeur pour les lettres ; il aimait et protégeait les savants, et saisissait avec empressement toutes les occasions de leur rendre service. C’est ainsi qu’ayant su que Conrad Rittershuys désirait avoir communication du manuscrit des Epîtres d’Isidore de Péluse, conservé dans la bibliothèque de l’électeur de Bavière, il n’hésita pas à déposer mille florins pour lui procurer cette satisfaction. Welser était en correspondance avec les hommes les plus distingués de l’Europe, tels que Scaliger, Peiresc, et Galilée qui lui dédia ses Lettres sur la découverte des taches solaires. Peiresc lui demanda son portrait pour le joindre à ceux des savants qui décoraient sa galerie ; mais Welser lui déclara qu’il se reconnaissait indigne de cet honneur ; et il fallut envoyer à Augsbourg un peintre assez habile pour saisir ses traits à la dérobée. Welser fut tourmenté de la goutte dans les dernières années de sa vie, et mourut le 13 juin 1614. Son tombeau, qu’on voit dans l’église des Dominicains, est décoré d’une épitaphe, composée par Lorenzo Pignoria, son ami ; elle est rapportée dans les Monumenta Basil., appendix 75. La plupart des poètes de l’Allemagne s’empressèrent de payer un tribut de regrets à la mémoire de Welser dont ils avaient éprouvé l’utile bienveillance. Leurs vers, recueillis par Josse De Rycke, ont été réimprimés à la tête de l’édition que Chr. Arnold a publiée des Œuvres de Welser, sous ce titre : M. Velseri opera historica et philologica, sacra et profana, Nuremberg, 1682, in-fol., fig. Ce volume est précédé d’une vie de l’auteur. Les ouvrages de Welser y sont rangés dans l’ordre suivant : 
- Rerum Boicarum libri quinque historiam à gentis origine ad Carolum magnum complexi, Augsbourg, 1602, in-4°. Cette histoire des anciens Bavarois est fort estimée ; elle a été traduite en allemand par Engelb. Wielich, ibid., 1605. On savait que Welser avait laissé un sixième livre, et que Matthäus Rader en avait eu le manuscrit autographe ; mais depuis longtemps on le croyait perdu, lorsque J.-Gasp. Lippert l’ayant retrouvé le fit imprimer dans une nouvelle édition de l’histoire de Bavière, Augsbourg, 1777, in-8°, jusqu’à ce jour la seule complète ; elle est enrichie des remarques et des additions de J. J. Herwart et de Matthäus Rader ; et l’on trouve à la fin deux opuscules inédits : Leonti Pamphili Alsatici apologia ac ad eandem Cratonis Sylvii Narisci responsio.
- Rerum Augustanarum Vindelicarum libri octo, quibus à prima Rhætorum ac Vindelicorum origine usque ad ann. 552 à nato Christo nobilissimæ gentis historia et antiquitates traduntur, Venise, 1594, in-fol. ; belle et rare édition que M. Renouard croit sortie des presses des Aldes (Voy. son Catal.) trad. en allemand, Augsbourg, 1595, in-fol.
- Inscriptiones antiquae Augustae Vindelicorum duplo auctiores quam antea editæ, Venise, Alde, 1590, in-4°. Peutinger avait le premier recueilli les anciennes inscriptions éparses dans la ville d’Augsbourg et sur son territoire, et les avait publiées en 1505 et en 1520[3].
- Conversio et passio SS. martyrum Afræ, Hilariæ, Dignæ, Eunomiæ, Eutropiæ, quæ ante annos paulò minùs 1300 August. Vindelicor. passæ sunt ; cum Commentario, Alde, 1591, in-4°. Ces Vies ont été insérées dans les Acta Sanctorum des Bollandistes.
- De vita S. Udalrici Augustanorum Vindelicorum episcopi, quæ extant ex mss, Augsbourg, 1595, in-4°.
- Historia ab Eugippio ante annos circiter 1100 scripta ; qua tempora quæ Attilæ mortem consequuta sunt, occasione vitæ S. Severini, illustrantur, ibid., 1595, in-4°, tirées des mss. de la bibliothèque de S. Emmeran de Ratisbonne.
- Narratio eorum quæ contigerunt Apollonio Tyrio, ex membran. vetustis., ibid., 1595, in-4°. C’est le roman d’Apollonius de Tyr : Welser l’avait tiré d’un ms. de la bibl. des SS. Ulrich et Afre. Quelques auteurs l’attribuent à Symposius. L’original grec s’est perdu. Il a été traduit en français par Lebrun, Paris, 1710, 1712, augmenté d’une préface, et 1796, in-12.
- Fragmenta tabulæ antiquæ, Venise, Alde, 1591, in-4°. Welser, ayant découvert ces fragments de la fameuse carte connue sous le nom de Table de Peutinger, s’empressa de les publier ; mais de nouvelles recherches lui ayant procuré ce précieux monument, il le fit réduire et l’adressa, pour le mettre au jour, à son ami le savant Abraham Ortelius.
- Epistolæ ad viros illustres. Ces lettres, au nombre de plus de cent cinquante, les unes en latin, les autres en italien, sont adressées à Joseph Scaliger, à Juste Lipse, à Roberto Titi, etc. On trouve d’autres lettres de Welser dans différents recueils : une à Élie Eningher dans les Amœnitates litter. de Schelhorn, III, 247 ; plusieurs lettres à Kirchmann, à Meursius, à Conr. Rittershuys, dans les Epistol. Gudianæ, 185 ; dans la Notitia libror. rarior. de Théoph Sincerus (Schwindel), 1, 17-20 ; dans les Miscellan. Lipsiæ nova, V, 374 et 536 ; enfin, on a publié séparément une Lettre de Welser à son frère Christophe, contenant des remarques archéologiques très-curieuses, Augsbourg, 1778, in-8°.
- Sauli Merceri Virgilius Proteus. C’est l’histoire des empereurs d’Allemagne, composée de vers de Virgile. H. Meibom avait publié cette pièce à la fin du second volume des Centones Virgiliani. Chr. Arnold avertit qu’il la reproduit à la fin des Œuvres de Welser, pour de bonnes raisons : Nunc justis de causis, hoc loco comparare jussus ; en effet elle est de Welser : Saulus Mercerus est l’anagramme de Marcus Velserus[4].
- Publ. Optatiani Portiphyrii Panegyricus. On doit encore à ce savant une édition des fragments du traité de l’empereur Frédéric II, dit l’Oiseleur, de arte venandi cum avibus, etc., Augsbourg, 1596, in-8°. Il a fourni beaucoup de matériaux à Gruter pour son Recueil d’inscriptions ; enfin, on le regarde comme le véritable auteur du Squittinio della libertà Veneta, 1612, in-4°, traduit en français par Amelot de la Houssaye, et que quelques bibliographes attribuaient à don Alph. de la Cueva. Outre la Vie de Welser par Arnold, dont on a parlé, on peut consulter Melch. Adam, Vitæ jurisc. germanor. ; Freher, Theatr. viror. ; le Dict. de Bayle ; les Mémoires de Niceron, tome XXIV, et les Singularités historiques de D. Liron. Son portrait est gravé in-fol. à la tête ses Œuvres, et en petit dans Freher.

## Œuvres

### Historien
- Inscriptiones antiquae Augustae Vindelicorum, 1590
- Rerum Augustanarum Vindelicarum libri VIII, 1594
- Rerum Boicarum libri V, 1602

### Éditeur
- Tabula Peutingeriana, 1598
- Conversio et passio St. Afrae, 1591
- Imagines sanctorum Augustanorum Vindelicorum, 1601
- Uranometria, 1603
- Briefe von Christoph Scheiner über die Sonnenflecken, 1612 (sous le nom de plume Apelles latens post tabulam).